# Carl Neubauer
Carl Theodor Ludwig Neubauer, manchmal auch Karl Neubauer, (* 26. Oktober 1830 in Lüchow; † 2. Juni 1879 in Wiesbaden) war ein deutscher Chemiker.
Neubauer besuchte das Gymnasium in Salzwedel und ging dann in die Apothekerlehre. 1852 gewann er den ersten Preis der Hagen-Buchholz-Stiftung und wurde im Jahr darauf Assistent von Carl Remigius Fresenius in Wiesbaden an dessen Institut. 1862 wurde er dort Dozent, was er bis zu seinem Tod blieb. 1855 wurde er in Göttingen promoviert und lehrte 1855 bis zu dessen Schließung 1876 am Landwirtschaftlichen Institut in Göttingen, ab 1864 als Professor. Ab 1868 war er Leiter der neu gegründeten Versuchsanstalt für Landwirtschaftliche Chemie und Weinbau in Wiesbaden.
Er war außerdem von Nassau mit der Untersuchung von Münzen beauftragt und Apothekenrevisor sowie in der Prüfungskommission für Ärzte und Apotheker.
Er befasste sich mit analytischer Chemie und Physiologischer Chemie (Biochemie) und galt als Experte für Chemie des Weins. Er wirkte an der Zeitschrift für analytische Chemie von Fresenius als Berichterstatter über wissenschaftliche Fortschritte mit. Sein Lehrbuch der Harnanalyse wurde auch ins Englische, Russische und Französische übersetzt und galt als Standardwerk.

## Schriften
- Anleitung zur qualitativen und quantitativen Analyse des  Harns. Kreidel & Niedner, Wiesbaden 1854 (Archive); (weitere Auflagen mit Julius Vogel)
- mit Julius Vogel: Anleitung zur qualitativen und quantitativen Analyse des  Harns. Zweite Auflage, Kreidel & Niedner, Wiesbaden 1856 (Archive)
- Über die Chemie des Weines. Kreidel, Wiesbaden 1870[1] (Archive)